# 国分駅 (鹿児島県)
国分駅（こくぶえき）は、鹿児島県霧島市国分中央三丁目にある、九州旅客鉄道（JR九州）日豊本線の駅である。事務管コードは▲940519。
1929年（昭和4年）以前は隣の隼人駅が国分駅を名乗り、かつてはこの駅から志布志駅方面に大隅線が伸びていた。鹿児島中央駅からの普通列車の大半及び特急「きりしま」の一部が当駅で折返す。このため、当駅より宮崎方面へ向かう普通列車の本数は9往復と激減する。
九州新幹線部分開業後の2007年3月17日までは鹿児島県内を運行する列車の終着時刻がもっとも遅くなっていたが、翌日の3月18日より鹿児島本線の川内駅にこの座を譲った 。

## 歴史
当駅は霧島市の中心駅であるが1929年開業と比較的新しい。当駅の開業前は現在の隼人駅が国分駅を名乗っていたが、西国分駅をへて隼人駅に改名された。

### 年表

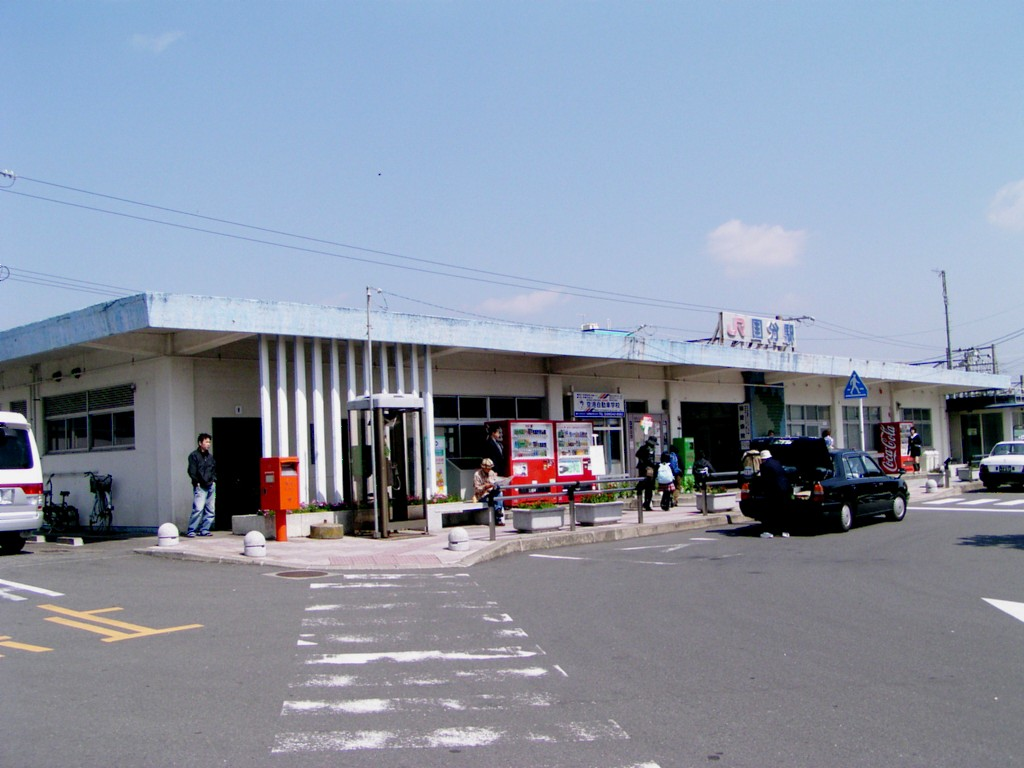
旧駅舎（2005年3月）

- 1929年（昭和4年）11月24日：鉄道省が開設[1]。
- 1969年（昭和44年）12月26日：駅舎改築。
- 1972年（昭和47年）9月9日：海潟温泉駅 - 国分駅間開通により大隅線全通し接続駅となる[3]。
- 1984年（昭和59年）2月1日：貨物取扱廃止[1]。
- 1985年（昭和60年）3月14日：荷物扱い廃止[1]。
- 1987年（昭和62年）
  - 3月14日：大隅線全線廃止[3]。
  - 4月1日：国鉄分割民営化により九州旅客鉄道が継承[1]。
- 1993年（平成5年）
  - 8月6日：平成5年8月豪雨により当駅を含む西都城駅 - 鹿児島駅間が運転見合わせとなる[6]。
  - 9月19日：当駅 - 鹿児島駅間で運転を再開する[6]。
  - 10月9日：大隅大川原駅 - 当駅間で運転を再開し、2か月ぶりに全線開通[7]。
- 2007年（平成19年）6月1日：東口駅前広場が手狭になったことから総工費約6億円をかけて西口駅前広場と自由通路が設置された[8]。
- 2012年（平成24年）12月1日：ICカードSUGOCAの利用を開始[9]。
- 2018年（平成30年）5月2日：バリアフリー設備完成、エレベーター2基、列車接近表示案内装置、音声誘導機など[10]。
- 2023年（令和5年）10月1日：JR九州サービスサポートによる業務委託駅から[11]九州旅客鉄道本体による直営駅へと変更される[12]。

## 駅構造
単式ホーム1面1線と島式ホーム1面2線の合計2面3線のホームを有する地上駅。このほかに側線が敷かれており、鉄筋コンクリート造の駅本屋を持つ。なお駅本屋側の単式ホームにはかつて大隅線の列車が発着していた切欠きホーム0番線の跡が残っている。改札口は東口にしかないが、自由通路を利用して西口駅前広場へ渡ることができる。
JR九州本体が営業を行う直営駅。みどりの窓口が設置されている。改札業務は始発から終電の同駅終着まで行う。
当駅以南の区間（後述）でIC乗車カード「SUGOCA」の利用が可能（相互利用可能ICカードはSUGOCAの項を参照）。ただし、普通の乗車券・定期券対応の自動改札機ではなく、ICカードの読み取り機が設置されている。SUGOCAはみどりの窓口や自動券売機（無記名式のみ）で購入できる。
タッチパネル式の自動券売機が1台設置されている。
日豊本線では鹿児島中央駅（鹿児島駅）を起点として当駅まで（竜ヶ水駅を除く）がSUGOCAの利用可能エリア（鹿児島エリア）となっている。当駅以東（霧島神宮駅より都城駅方面）へは利用できない。また、日豊本線では宮崎県の田野駅 - 佐土原駅間でもSUGOCAの利用が可能であるが、この区間は宮崎エリアで利用エリアが異なるため、この両エリアをまたがってSUGOCAを利用することはできない。

### のりば
| のりば | 路線      | 方向 | 行先                         | 備考         |
| ------ | --------- | ---- | ---------------------------- | ------------ |
| 1・2   | ■日豊本線 | 下り | 隼人・鹿児島・鹿児島中央方面 |              |
| 1・2   | ■日豊本線 | 上り | 都城・南宮崎・宮崎方面       |              |
| 3      | ■日豊本線 | 下り | 隼人・鹿児島・鹿児島中央方面 | 当駅折り返し |

付記事項
- 夜間滞泊の設定がある。
- 当駅 -隼人駅間に回送列車が設定されている。

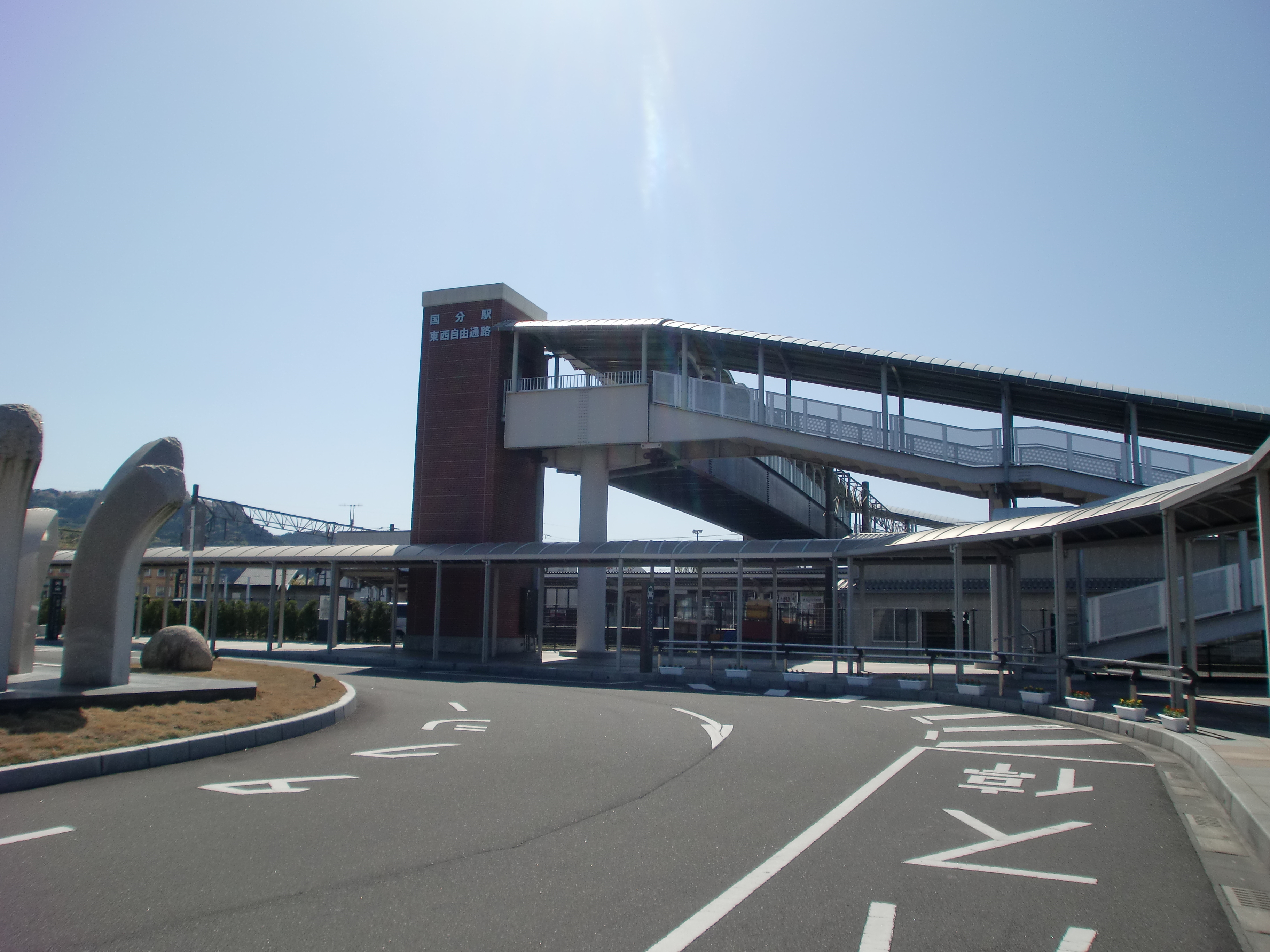
改札口（2012年4月）
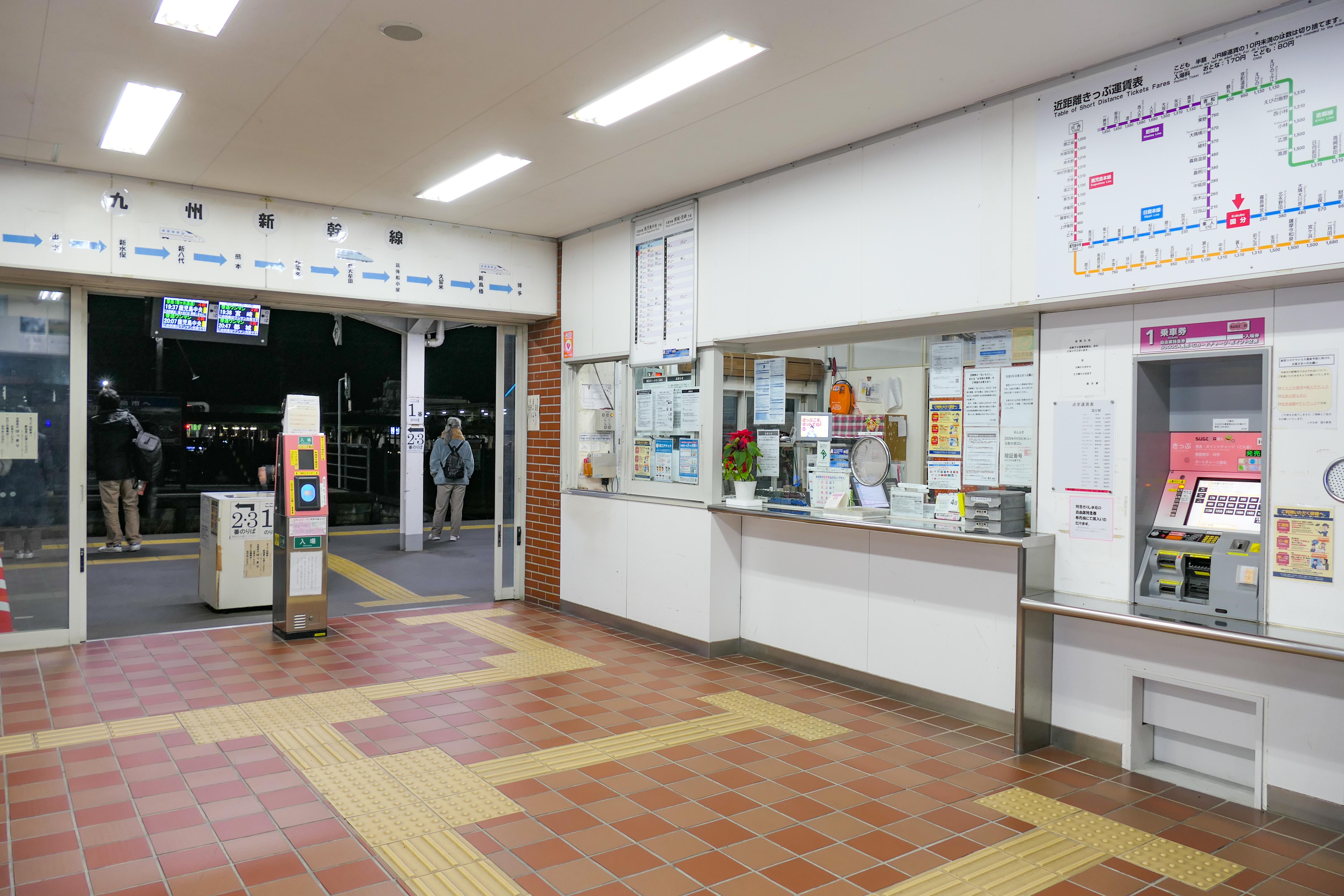
改札口（2022年1月）
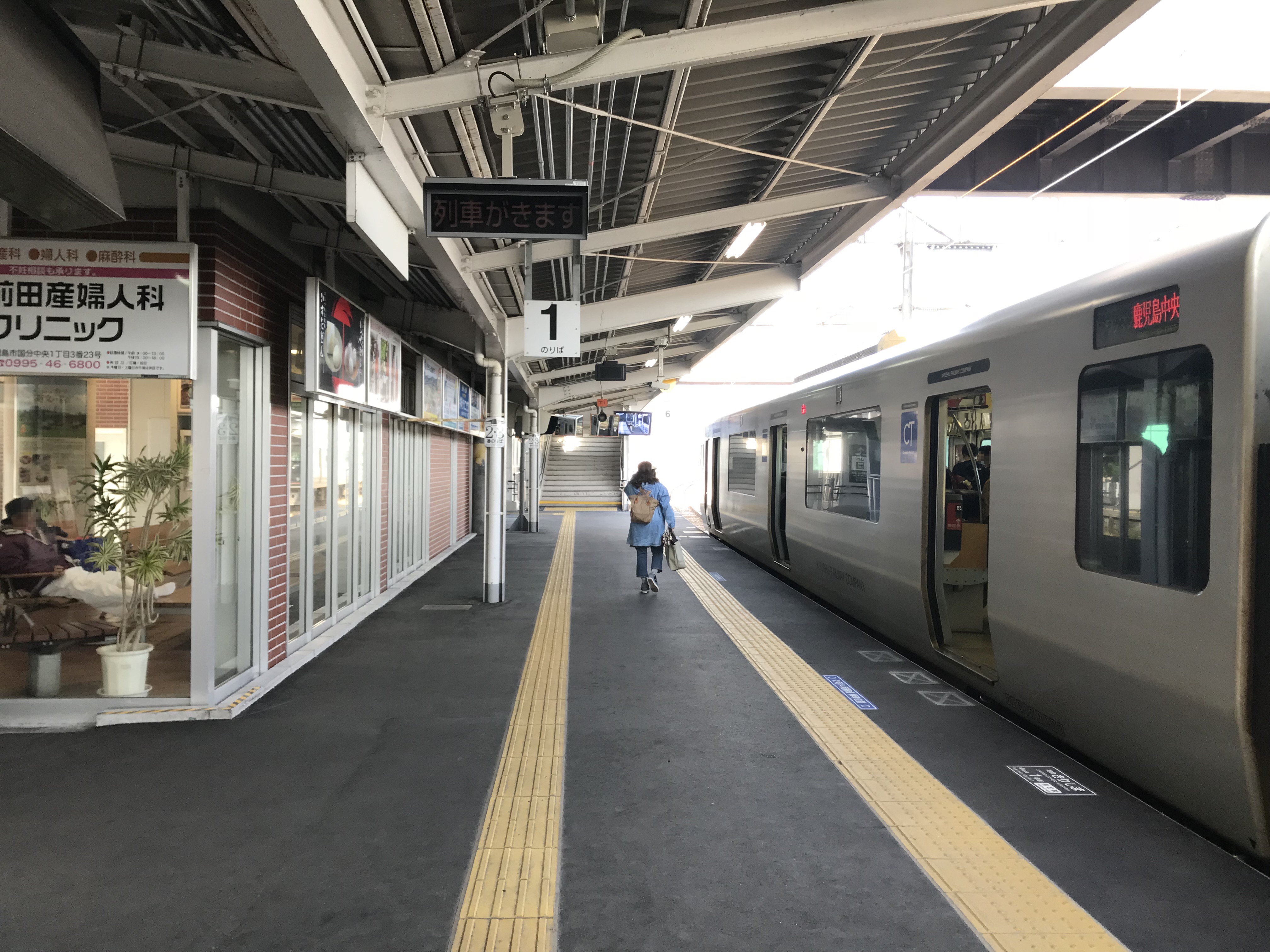
1番線ホーム（2018年5月）
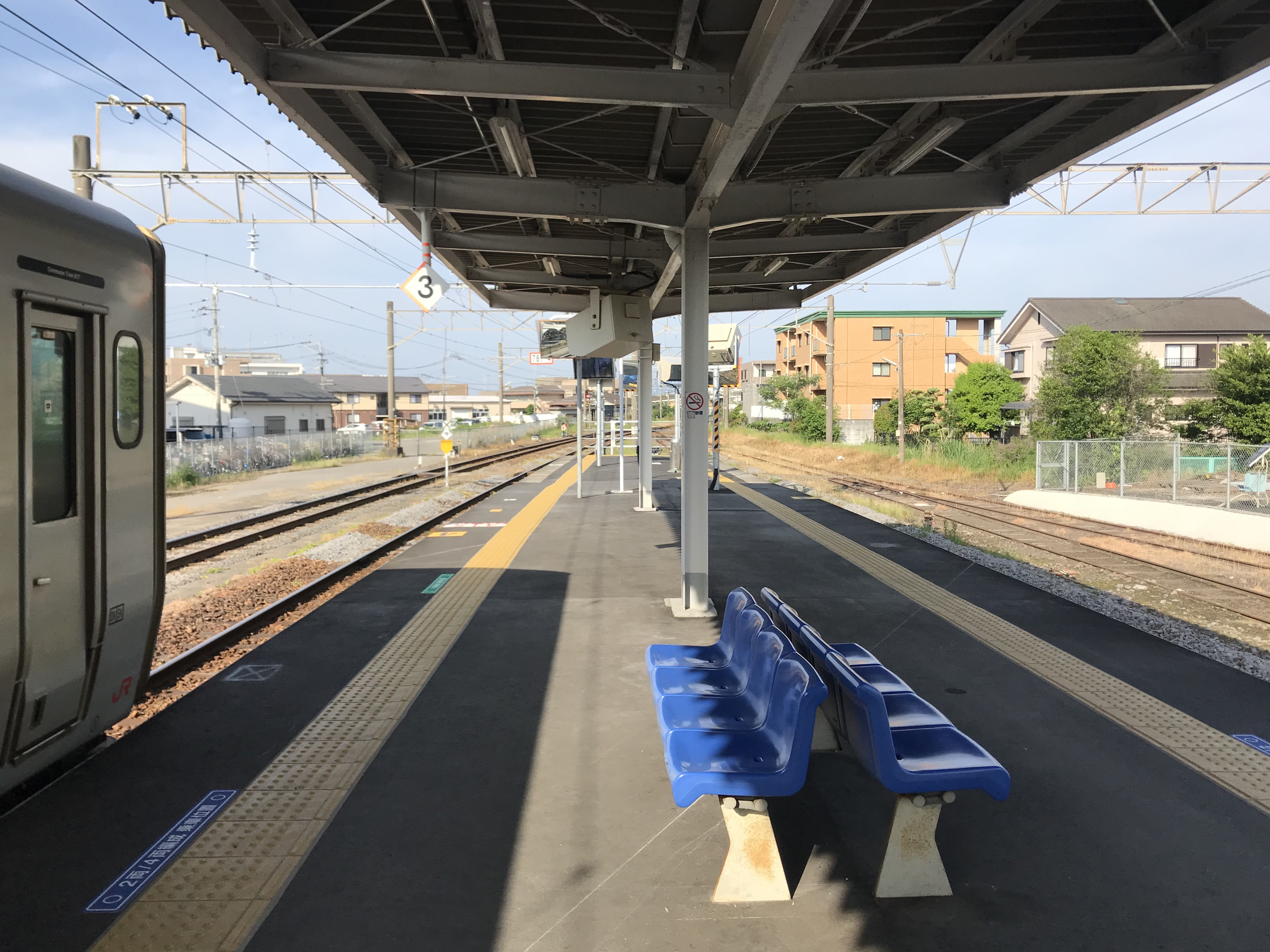
2・3番線ホーム（2018年5月）

## 利用状況
2023年（令和5年）度の1日平均乗車人員は2,629人である。鹿児島県内のJR九州の駅としては、川内駅に続いて第3位。
近年の推移は以下の通り。
| 年度 | 1日平均 乗車人員 | 1日平均 乗降人員 | 出典   |
| ---- | ---------------- | ---------------- | ------ |
| 2000 | 2,131            |                  | -      |
| 2001 | 2,139            |                  | -      |
| 2002 | 2,181            |                  | -      |
| 2003 | 2,187            |                  | -      |
| 2005 | 2,288            |                  | -      |
| 2006 | 2,348            |                  | -      |
| 2007 | 2,349            | 4,724            | -      |
| 2008 | 2,431            | 4,890            | -      |
| 2009 | 2,448            | 4,920            | -      |
| 2010 | 2,475            | 4,966            | -      |
| 2011 | 2,665            | 5,358            | -      |
| 2012 | 2,796            | 5,629            | -      |
| 2013 | 3,008            | 6,055            | -      |
| 2014 | 2,864            | 5,750            | -      |
| 2015 | 2,888            | 5,792            | -      |
| 2016 | 2,853            |                  | -      |
| 2017 | 2,976            |                  | -      |
| 2018 | 3,031            |                  | -      |
| 2019 | 2,998            |                  | -      |
| 2020 | 2,451            |                  | -      |
| 2021 | 2,422            |                  | [ 16 ] |
| 2022 | 2,451            |                  | [ 14 ] |
| 2023 | 2,629            |                  | [ 17 ] |

## 駅周辺
駅周辺は霧島市の中心である。霧島市の誕生前は国分市の中心部であった。
- 第一工科大学
- 第一幼児教育短期大学
- 霧島市立国分中央高等学校
- 鹿児島県立国分高等学校
- 霧島警察署
- 霧島市消防局中央消防署
- 霧島市役所（旧・国分市役所）
- 国分温泉
- きりしま国分山形屋
- ハンズマン国分店
- 国分公共職業安定所（ハローワーク国分）
- 国分生協病院
- ホームファッションニトリ
- ヤマダデンキテックランド国分店
- JR九州電気システム南部九州支社国分駐在
- フレスポ国分商業施設
- 国分郵便局

## バス路線
- 【鹿児島交通】
  - 鹿児島空港、福山・桜島口・垂水、若駒学園・牧ノ原・岩川・志布志　
  - 姫城・隼人温泉病院経由鹿児島空港
  - 日当山・妙見経由霧島いわさきホテル
  - 国分・唐人町経由京セラ国分
  - 霧島神宮経由霧島いわさきホテル
  - 隼人国分循環線見次・隼人方面・きよみず・重久方面
  - 姫城・隼人温泉病院経由霧島市立医師会医療センター
  - 西校前・浜之市・隼人駅経由上小鹿野
  - 国分ふれあいバス

※かつては、JR九州バス（国分線：隼人駅・鹿児島空港・国分駅～桜島・垂水）が運行していた。

## 隣の駅
九州旅客鉄道（JR九州）
■日豊本線
- 特急「きりしま」停車駅

■普通
霧島神宮駅 -　（南霧島信号場） -　国分駅 - 隼人駅
※霧島神宮駅との駅間距離（営業キロ）は 12.7km で、2013年12月1日現在、JR九州管内の在来線で最長となっている。

### かつて存在した路線
日本国有鉄道
大隅線
金剛寺駅 - 国分駅